# Villeneuve-Saint-Vistre-et-Villevotte
Villeneuve-Saint-Vistre-et-Villevotte är en kommun i departementet Marne i regionen Grand Est (tidigare regionen Champagne-Ardenne) i nordöstra Frankrike. Kommunen ligger i kantonen Sézanne som tillhör arrondissementet Épernay. År 2022 hade Villeneuve-Saint-Vistre-et-Villevotte 121 invånare.

## Befolkningsutveckling
Antalet invånare i kommunen Villeneuve-Saint-Vistre-et-Villevotte
| Referens: INSEE |